# 斯坦利·布鲁斯
斯坦利·墨尔本·布鲁斯，第一代墨尔本的布鲁斯子爵，CH，MC，PC，FRS（英語：Stanley Melbourne Bruce, 1st Viscount Bruce of Melbourne，1883年4月15日—1967年8月25日），澳大利亚政治家、外交家，第八任澳大利亚总理（1923年–1929年）。 
出生于墨尔本郊区的圣基尔达（St Kilda），其父约翰·布鲁斯是苏格兰裔移民，斯坦利是五个孩子最小的。1902年入读剑桥大学三一学堂，后在英国操律师业。1914年回到澳大利亚，同年8月第一次世界大战爆发，斯坦利与他的哥哥欧内斯特被征入役，1915年因功晋升为中尉，编入在埃及的皇家燧发枪兵团第2营，隶属于伊恩·汉密尔顿的29军，8月晋升为上尉，9月膝盖中枪退役。1916年回到澳洲主持家族生意，1918年选入澳大利亚议会。1921年任澳大利亚驻国际联盟代表，1921年至1923年任财政大臣。1923年至1929年任国民党和乡村党联合政府总理。他努力发展本国经济，鼓励公共卫生和应用科学的研究工作。1929年政府倒台，他也在大选中失去议会席位。1932年任驻英国公使。1933年至1945年任澳大利亚驻英国战时内阁代表。他反对英国首相温斯顿·丘吉尔要在战后宽大处理德国的意见。1947年任世界粮食理事会主席和英国工业金融公司董事长。1947年布鲁斯受封为墨尔本的布鲁斯子爵，为澳大利亚获此荣誉的第一人。1952年至1961年堪培拉澳大利亚国立大学第一任校长。
布鲁斯退休后逐渐出现耳聋，他的妻子埃塞尔在1967年3月去世后受到很大打击，同年8月25日他也去世，享年84岁。很多人参加了他的追悼会，包括英国王室成员。他的骨灰被撒入堪培拉的伯利格里芬湖中。堪培拉郊区的布鲁斯和墨尔本东南部的布鲁斯国会选区以他的名字命名。

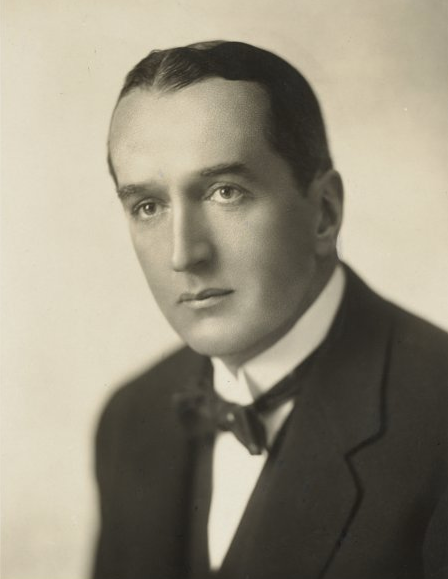
布鲁斯在1910年代
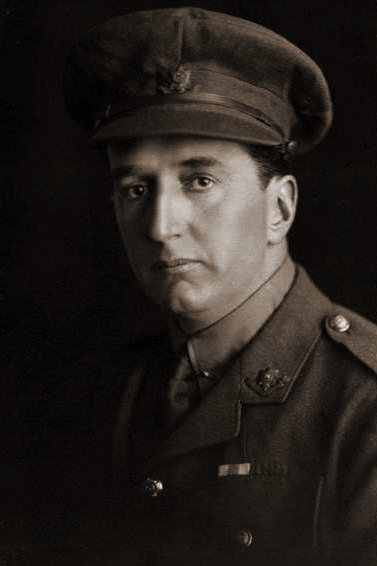
布鲁斯上尉在一战期间
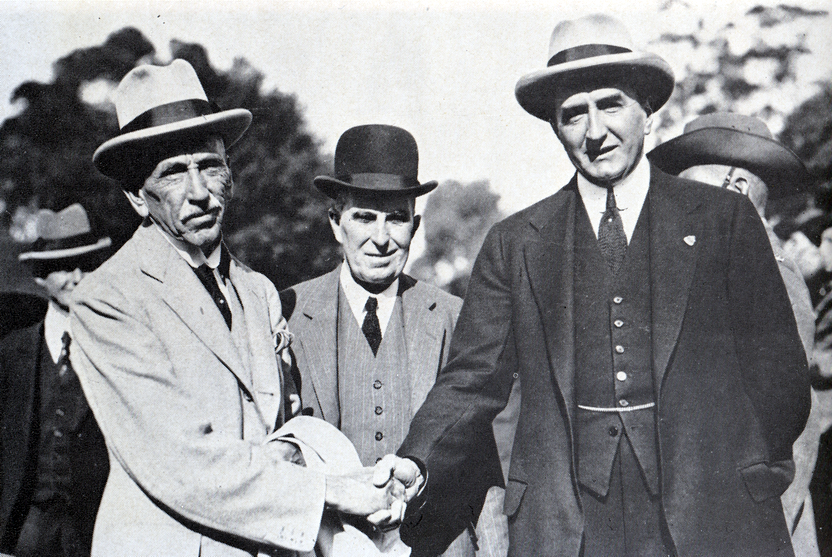
比利·休斯、赫伯特·普拉滕和斯坦利·布鲁斯
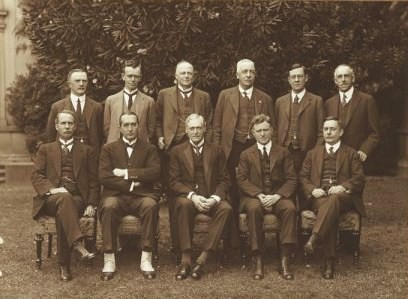
布鲁斯政府成员，1923年
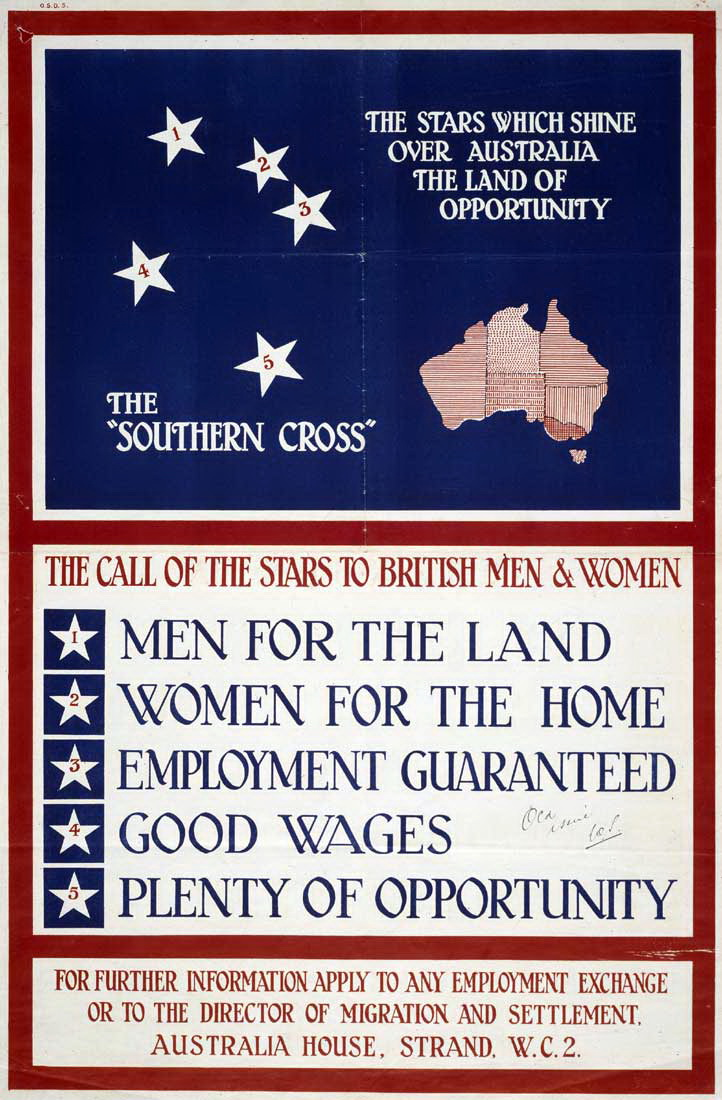
1928年澳大利亚移民海报《men, money and markets》
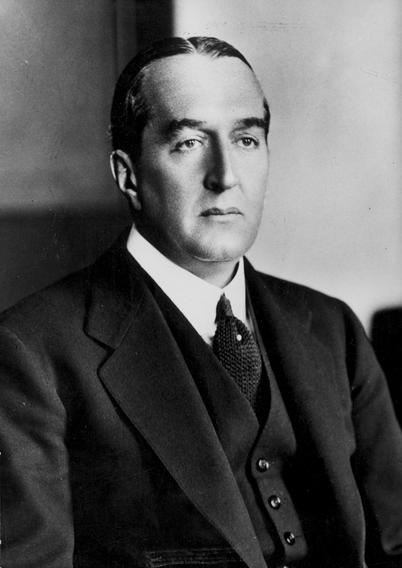
斯坦利·布鲁斯总理
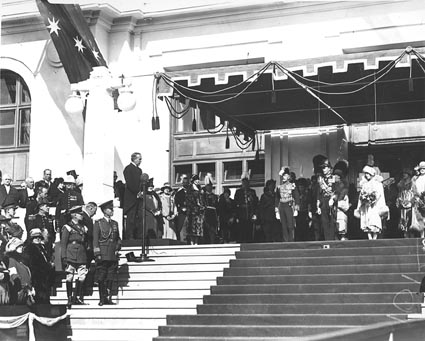
1927年5月9日，布鲁斯总理在堪培拉议会发言
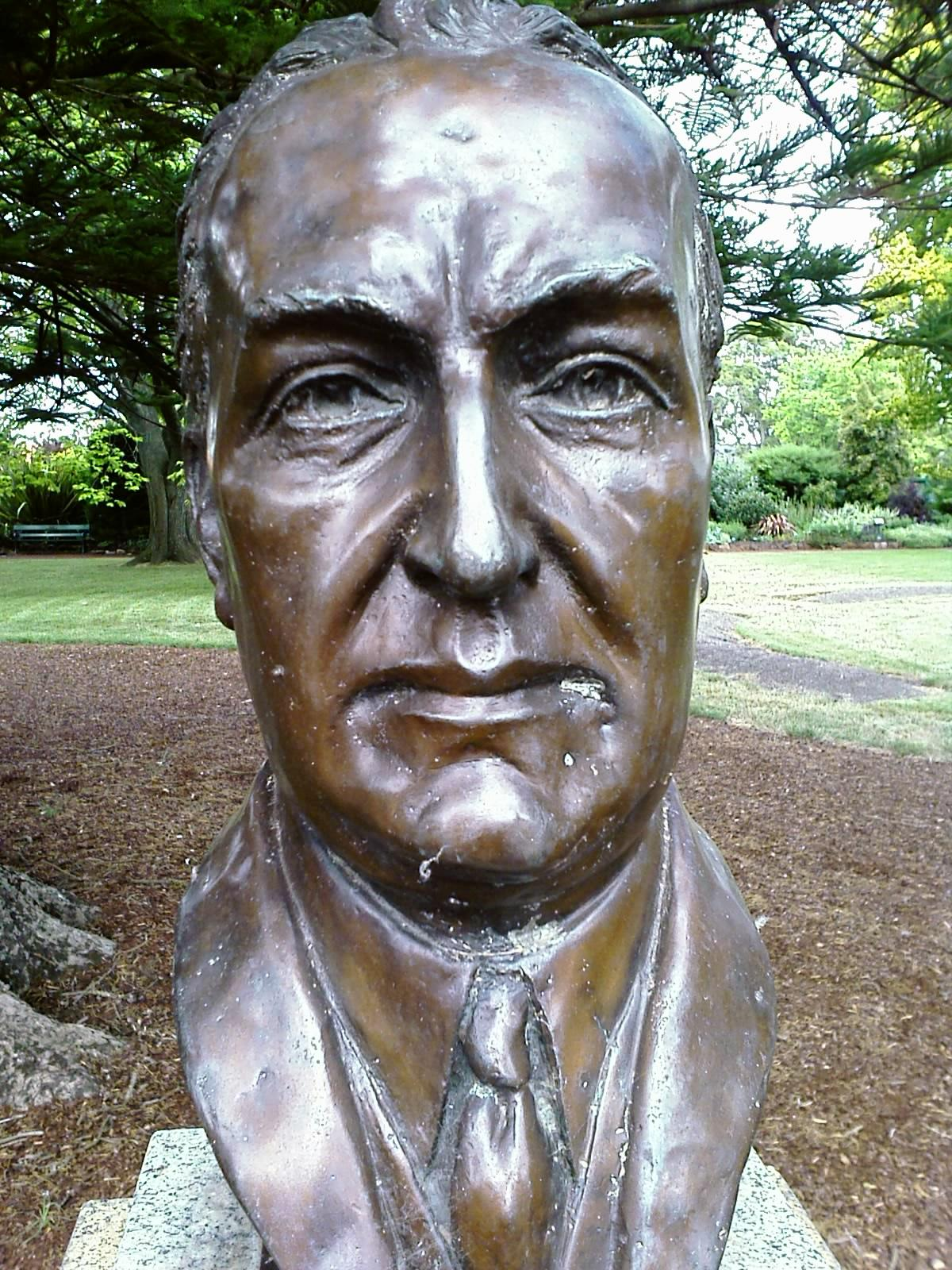
总理大道的斯坦利·布鲁斯半身铜像

## 传记
- Cumpston, Ina Mary. . Melbourne: Longman Cheshire. 1989. ISBN 0-582-71274-2.
- Edwards, Cecil. . London: Heinemann. 1965.
- Fitzhardinge, Laurence Frederic. . Sydney: Angus & Robertson. 1979. ISBN 0-207-13245-3.
- Henderson, Anne. . Sydney: NewSouth. 2011. ISBN 1-74223-142-X.
- Lee, David. . London: Continuum Press. 2010. ISBN 0-8264-4566-7.
- Stirling, Alfred. . Melbourne: Hawthorn Press. 1974. ISBN 0-7256-0125-6.

### 引用
1. ↑  Lee，第6頁.
2. ↑  Cumpston，第265頁.
3. ↑  Lee，第183頁.
4. ↑  . ACT Planning and Land Authority.   [21 August 2013].[]
5. ↑  . Australian Electoral Commission.   [21 August 2013]. （原始内容存档于2020-12-03）.